# 費奧多爾·瓦西里耶維奇·托卡列夫
費奧多爾·瓦西里耶維奇·托卡列夫（羅馬化：Fyodor Vasilyevich Tokarev；1871年6月2日—1968年3月6日），俄國及蘇聯武器設計師、1937年至1950年蘇聯最高蘇維埃的代表。

## 作品
- TT手槍
- 馬克沁—托卡列夫輕機槍
- SVT-40半自動步槍
- 托卡列夫M1927衝鋒槍

## 生平
- 14歲時，他開始在他父親的店裡工作[2]

- 1888年——被新切爾卡斯克軍校錄取[2]。
- 1892年——以哥薩克士官的身份畢業，並被派往擔任第12頓河哥薩克團的裝甲工兵。
- 1896年——回到新切爾卡斯克，擔任裝甲師， 申請進入軍事技術學校。
- 1900年——以哥薩克軍官的身份畢業，並回到他的舊部隊，第12頓河哥薩克團，擔任槍械師。

- 1908-1910年，他製作了莫辛-納甘M91步槍的半自動版本，得到官方測試[3][2]。

- 1927年-設計托卡列夫1927型衝鋒槍原型。[3]

- 1930年6月，其作品TT手槍被採用為紅軍的制式手槍[2]。

- 1940-1941 – 得到了社會主義勞動英雄獎和蘇聯國家獎[1][3]。

托卡列夫的兒子尼古拉·托卡列夫（1899年—1972年）也是槍支設計師。 他在圖拉工作了幾十年，設計了幾把機槍和高射炮，這些機槍和高射炮在20世紀30年代至40年代被蘇聯軍隊使用。